# Verbandsgemeinde Ramstein-Miesenbach
Die Verbandsgemeinde Ramstein-Miesenbach ist eine Gebietskörperschaft im Landkreis Kaiserslautern in Rheinland-Pfalz. Der Verbandsgemeinde gehören die Stadt Ramstein-Miesenbach sowie vier weitere Ortsgemeinden an, der Verwaltungssitz ist in der namensgebenden Stadt Ramstein-Miesenbach.

## Verbandsangehörige Gemeinden
| Ortsgemeinde, Stadt                  | Fläche (km²) | Einwohner |
| ------------------------------------ | ------------ | --------- |
| Hütschenhausen                       | 18,03        | 4.121     |
| Kottweiler-Schwanden                 | 7,61         | 1.293     |
| Niedermohr                           | 12,13        | 1.512     |
| Ramstein-Miesenbach, Stadt           | 43,02        | 8.167     |
| Steinwenden                          | 11,83        | 2.495     |
| Verbandsgemeinde Ramstein-Miesenbach | 92,63        | 17.588    |

(Einwohner am 31. Dezember 2023)

## Geschichte
Die Verbandsgemeinde Ramstein-Miesenbach wurde im Rahmen der in den 1960er Jahren begonnenen rheinland-pfälzischen Funktional- und Gebietsreform auf der Grundlage des „Dreizehnten Landesgesetzes über die Verwaltungsvereinfachung im Lande Rheinland-Pfalz“ vom 1. März 1972, in Kraft getreten am 22. April 1972, neu gebildet. Zuvor galten im damaligen Regierungsbezirk Pfalz im Wesentlichen die aus der Pfalz (Bayern) (1816 bis 1946) stammenden Verwaltungsstrukturen.

## Bevölkerungsentwicklung
Die Entwicklung der Einwohnerzahl bezogen auf das Gebiet der heutigen Verbandsgemeinde Ramstein-Miesenbach; die Werte von 1871 bis 1987 beruhen auf Volkszählungen:
| Jahr | Einwohner |
| 1815 | 4.186     |
| 1835 | 6.963     |
| 1871 | 7.443     |
| 1905 | 8.753     |
| 1939 | 11.549    |
| 1950 | 13.297    |

| Jahr | Einwohner |
| 1961 | 16.646    |
| 1970 | 17.067    |
| 1987 | 15.690    |
| 1997 | 18.381    |
| 2005 | 17.450    |
| 2023 | 17.588    |

## Politik

### Verbandsgemeinderat
Der Verbandsgemeinderat Ramstein-Miesenbach besteht aus 32 ehrenamtlichen Ratsmitgliedern, die bei der Kommunalwahl am 9. Juni 2024 in einer personalisierten Verhältniswahl gewählt wurden, und dem hauptamtlichen Bürgermeister als Vorsitzendem.
Die Sitzverteilung im Verbandsgemeinderat:
| Wahl | SPD | CDU | Grüne | Linke | FWG | Gesamt   |
| ---- | --- | --- | ----- | ----- | --- | -------- |
| 2024 | 5   | 18  | 1     | –     | 8   | 32 Sitze |
| 2019 | 6   | 17  | –     | 1     | 8   | 32 Sitze |
| 2014 | 9   | 16  | –     | 1     | 6   | 32 Sitze |
| 2009 | 9   | 17  | –     | –     | 6   | 32 Sitze |
| 2004 | 9   | 18  | –     | –     | 5   | 32 Sitze |

- FWG = Freie Wählergruppe Verbandsgemeinde Ramstein-Miesenbach e. V.

### Bürgermeister
| 1972 bis 1999 | Julius Divivier    |
| 1999 bis 2015 | Klaus Layes (CDU)  |
| seit 2016     | Ralf Hechler (CDU) |

Bei der Direktwahl am 13. März 2016 wurde Ralf Hechler mit einem Stimmenanteil von 65,8 % für acht Jahre gewählt, bei der Direktwahl am 2. Juli 2023 ohne Gegenkandidat mit einem Ergebnis von 91,56 % für weitere acht Jahre im Amt bestätigt.

### Wappen
| Wappen von Verbandsgemeinde Ramstein-Miesenbach | Blasonierung: „In von Schwarz und Gold gespaltenem Schildbord gespalten und rechts von Gold und Silber durch einen blauen Wellenbalken geteilt, oben ein blauer Reichsapfel mit goldenem Reif und Kreuz, unten ein durchgehendes schwarzes Kreuz, links in Schwarz ein rotbewehrter und -bezungter goldener Löwe.“ |
| Wappen von Verbandsgemeinde Ramstein-Miesenbach | Wappenbegründung: Der Pfälzer Löwe erinnert an die ehemalige Zugehörigkeit der meisten Orte der Verbandsgemeinde zur Kurpfalz. Es wurde 1979 von der Bezirksregierung Neustadt genehmigt. |